# イスラエルによるヨルダン川西岸地区の占領

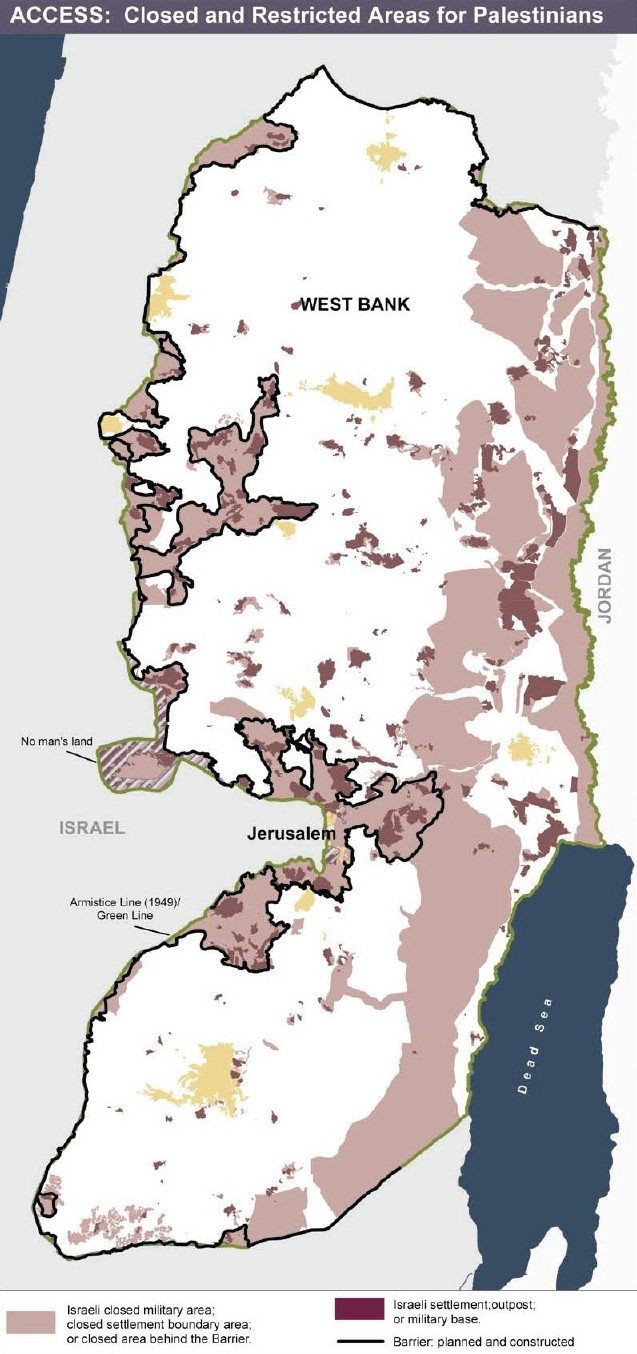
西岸地区の入植地と封鎖区域の地図（2006年1月時点）:
パレスチナの市街地
制限軍事区域、入植地境界区域、分離壁によって封鎖された区域
入植地、前哨地、軍事基地
分離壁

イスラエルによるヨルダン川西岸地区の占領（イスラエルによるヨルダンがわせいがんちくのせんりょう）は、当時ヨルダンが支配していたヨルダン川西岸地区（東エルサレムを含む）を第三次中東戦争中の1967年6月7日にイスラエルが占領したことから始まり、今日まで続いている。

## 概要
国際司法裁判所およびイスラエル最高裁判所によって、西岸地区は軍事占領下にあると認定されている（ただしイスラエル最高裁は東エルサレムを除く）。
これらの地域は「係争中」であるため占領地域に対する交戦国の法律は適用されないというのがイスラエル政府の公式な見解であり、東エルサレムを除く西岸地区をイスラエル国防省の一部であるイスラエル民政府の下で管理している。
この長期にわたる占領は、典型的な解決困難な紛争の例とされ、20年が経過した時点ですでに特異な事例とされていたが、現在は現代史上最も長いものとなっている。
イスラエルは西岸地区をその支配下に置く理由として、1917年のバルフォア宣言に基づく歴史的権利の主張、内外の安全保障、そしてユダヤ人にとってのこの地域の象徴的価値を挙げている。イスラエルは、さまざまな批判の中、国際法に反して西岸地区全域に数多くのユダヤ人入植地を設立している。
国連安全保障理事会はこれまで一貫して西岸地域への入植は「国際法への露骨な違反」であるとしており、最近では2016年の国連安全保障理事会決議2334でこれを再確認した。
このような入植地の設立と継続的な拡大により、イスラエルの政策は入植者植民地主義の一例であるとして批判されている。
イスラエルは、占領下のパレスチナ領土の管理において、集団的懲罰など国際人権法の重大な違反行為で非難を受けている。 
西岸地区で生活・移動するイスラエルの入植者や市民は地権などごく一部を除きイスラエル法の適用を受け、クネセトに対する選挙権がある（ヨルダン川西岸地区入植地におけるイスラエル法、ユダヤ・サマリア入植地規制法参照）。
対照的にパレスチナの市民は分散した飛び地内に制限され、戒厳令による規制を受け、イスラエル国防軍軍律の統制を受けている。また、イスラエルの国政選挙での投票権は認められていない。軍律はイスラエル人も対象ではあるが、イスラエル人に対してはイスラエル国内法が適用されるように別途法律が作ることで、同じ土地でイスラエル人と被占領民（パレスチナ人）に異なる法制度を適用している。
この二階層制度により、イスラエルはアパルトヘイトを行っているとして非難されているが、イスラエルはこれを完全に否定している。 
イスラエル内にも占領に対する多くの批判があり、占領への反対からイスラエルの徴集兵が兵役を拒否する例もある。
占領に伴う行為のみならず占領自体の法的地位が国際社会や国際法の学者によってますます検討されている。占領が始まった時点で合法であったかどうかに関わらず、時間の経過とともに違法になったという立場をとる者がほとんどである。

### 引用
1. ↑  Domb 2007, pp. 511–513.
2. ↑  Benvenisti 2012, pp. 208–209.
3. ↑  Kimmerling 2003, p. 78, n.17.
4. ↑  Quigley 2009, pp. 47–48.
5. ↑  Dinstein 2009, pp. 20–21.
6. ↑  Bar-Tal & Alon 2017, p. 317.
7. ↑  Roberts 1990, p. 44.
8. ↑  Karayanni 2014, p. xv.
9. ↑  Hajjar 2005, p. 2.
10. ↑  Rathbun 2014, p. 205.
11. ↑  Kumaraswamy 2015, p. 409.
12. ↑  UNSC 2016.
13. ↑  Reuveny 2008, pp. 325–374.
14. ↑  Shafir 1984, p. 803.
15. ↑  Lentin 2018, p. 55.
16. ↑  Handel 2014, p. 505.
17. ↑  Zureik 2015, p. 51.
18. ↑  Zureik 2015, pp. 77–78.
19. ↑  Adam & Moodley 2005, pp. 19ff, 59ff.
20. ↑  Chappell 2022.
21. ↑  Holmes 2021.
22. ↑  Kidron 2013, p. 18.